# Нижньо-Бурейська ГЕС
Нижньо-Бурейська ГЕС — гідроелектростанція у Амурській області Росії. Знаходячись після Бурейської ГЕС, становить нижній ступінь каскаду на річці Бурея, лівій притоці Амуру (басейн Охотського моря). 19 квітня 2017 року почалися випробування під навантаженням першого гідроагрегату електростанції.
У межах проекту річку перекрили комбінованою греблею висотою до 45 метрів та довжиною 753 метри. Її лівобережна частина виконана як земляна споруда довжиною 400 метрів, а до правого берегу прилягає бетонна ділянка, котра включає водопропускну секцію довжиною 123 метра, машинний зал довжиною 97 метрів та кілька з'єднуючих елементів. Гребля утримує витягнуте по долині Буреї на 90 км водосховище з площею поверхні 154 км2 та об'ємом 2034 млн м³. Враховуючи припустиме коливання рівня під час операційної діяльності між позначками 137,5 та 138 метрів НРМ, корисний об'єм резервуару становить 77 млн м3 (в межах протиповеневих заходів можливе використання об'єму у 303 млн м³ між позначками 136 та 138 метрів НРМ).
Машинний зал обладнали чотирма турбінами типу Каплан потужністю по 80 МВт, які використовують напір у 26 метрів та забезпечують виробництво 1,67 млрд кВт-год електроенергії на рік.
Видача продукції відбувається по ЛЕП, розрахованій на роботу під напругою 220 кВ